# 魯僖公
魯僖公（？—前627年），《史記》作魯釐公，姬姓，名申，為春秋諸侯國魯國君主之一，是魯國第十八任君主。他為魯莊公庶子，承襲魯閔公擔任該國君主，在位33年。在位期間執政為季友、臧文仲、公孙兹、孟穆伯、公子买、东门襄仲。
魯莊公死後，季友立公子般繼位，為魯君子般。後孟慶父勾结私通的鲁莊公夫人哀姜，殺死了鲁君子般，魯莊公兒子啟方繼位，是為魯閔公，季友逃走。前660年，慶父與哀姜謀殺閔公，想自立為君，魯人不服，要殺慶父，慶父逃到莒國。季友回國，立公子申為鲁侯，即魯僖公，並迫使慶父自縊。
魯僖公逝世后，与前代鲁国君主类似，按照埋葬周天子的礼仪法规安葬于阚城。所在即鲁九公墓:89，在今济宁市境内。

## 其他
《春秋》不书魯僖公即位。《公羊传》、《谷梁传》解释为继承被弑君主不书即位；《左传》解释为魯僖公曾经犯下出奔的大恶，因此不书即位。
魯僖公是孔子在《春秋》中出現最多次的君主，很多《春秋》中的大小記事、諸侯國之間的國際情勢概要都是以魯僖公年間發生的。

## 家庭
父親：
- 魯莊公

兒子：
- 魯文公